# Немецкие христиане
«Неме́цкие христиа́не» (нем. Deutsche Christen) — движение, организованное в мае 1932 года сторонниками национал-социализма среди немецкого духовенства Евангелической церкви Германии. Возглавлялось Людвигом Мюллером. Представители движения были согласны с расовыми идеями национал-социалистов; они публично заявляли, что христиане, имеющие еврейских предков, являются христианами в новозаветном смысле, но не немецкими христианами. Они также поддерживали нацистский тезис «позитивного христианства», отрицавший изначальную человеческую греховность. Некоторые из них призывали удалить еврейский Ветхий Завет из Библии (см. также: Арийское христианство). Символом нового движения стал традиционный христианский крест со свастикой в середине и буквами D и C.
К середине 1930-х годов движение насчитывало уже около 600 000 членов. В ноябре 1932 года на выборах в Прусскую церковь «Немецкие христиане» получили треть всех мест. Это давало движению возможность поставить под контроль всю церковь, а об этом намерении они заявили на массовом митинге в Берлине в начале апреля 1933 года. «Немецкие христиане» настаивали на отмене федеральной структуры Евангелистской церкви с 28 автономными региональными церквями и её замене на единую централизованную «Имперскую церковь» (нем. Reichskirche). При поддержке Гитлера эта церковь была успешно создана. Пользуясь широкой поддержкой Министерства пропаганды Йозефа Геббельса, движение одержало решительную победу на церковных выборах 23 июля 1933 года. Благодаря этим действиям лидирующее в Германии положение заняли протестанты, которые ещё до прихода национал-социалистов к власти поддержали отдельные аспекты их идеологии. 5-6 сентября 1933 года в Берлине прошел Генеральный Синод Прусской унии («Коричневый Собор»), епископом был избран лидер немецких христиан Людвиг Мюллер. Также вводился запрет на служение пасторам с еврейской кровью. Секретарем Собора был Мартин Нимёллер. 27 сентября в Виттенберге на Национальном Синоде Людвиг Мюллер был утверждён епископом Рейха.
Проявления движения нашли место даже в архитектуре — освящённая в 1935 году в южном районе Берлина Мариенгоф Мемориальная церковь Мартина Лютера была обильно украшена нацистскими символами, а среди её прихожан более двух третей в середине 30-х годов составляли члены НСДАП.

## Власть и конфессия
Нацисты считали движение полезным на первоначальным этапе консолидации сил в Германии, так как немецкие христиане постоянно напоминали прихожанам, что именно евреи распяли Иисуса Христа, чем поощряли антисемитские настроения среди населения. Однако с 1937 года нацистские идеологи посчитали немецких христиан выполнившими своё предназначение и удалили их со всех значимых постов.
Тем не менее движение существовало до конца существования Третьего рейха. После поражения Германии во Второй мировой войне епископ немецких христиан Мюллер покончил жизнь самоубийством.

## Оценки
Карл Густав Юнг отмечал: 

Дух этого движения нашёл своё выражение в проповеди, произнесенной доктором Лангманом — евангелическим пастором и видным церковным иерархом — на похоронах Густлова. Доктор Лангман появился в форме штурмовиков, включая сапоги. В последнем напутствии он заявил, что место покойного в Вальхалле, в доме Зигфрида и Бальдра — героев, «пожертвовавших своей кровью ради жизни немецкого народа» (подобных — среди прочих — Христу). «Пусть этот Бог пошлёт народы земли брести, бряцая цепями, сквозь историю». «Да благословит Бог нашу борьбу». Именно этими словами, согласно Neue Zurcher Zeitung, 1936, № 249, завершил достопочтенный пастырь свою речь.